# Leif Thor Olafsson
Leif Thor Olafsson, também Thorleiv Olavsson (falecido a 1 de setembro de 1455) foi um prelado católico romano que serviu como bispo de Viborg (1440–1451) e bispo de Bjørgvin (1451–1455).

## Biografia
Em 1440, Leif Thor Olafsson foi nomeado Bispo de Viborg durante o papado de Eugénio IV. No dia 14 de abril de 1451, foi nomeado durante o papado de Nicolau V como Bispo de Bjørgvin, onde serviu como bispo até à sua morte a 1 de setembro de 1455 na Abadia de Munkeliv, durante um ataque de mercadores hanseáticos.